# Shadow Hearts
Shadow Hearts es un videojuego de rol publicado por Aruze Corp en Japón y por Midway en Europa y América del Norte en 2001. Este es el primer juego oficial de la serie Shadow Hearts, de los desarrolladores de Koudelka. Shadow Hearts sigue las aventuras de Yuri Hyuga, un cambiante guiado por una voz misteriosa. Se ve envuelto en los conflictos anteriores a la Primera Guerra Mundial, en los que debe salvar a una chica y al resto del mundo de la destrucción.

## Banda sonora original
La BSO de Shadow Hearts salió a la venta en dos discos bajo el nombre de Shadow Hearts Original Soundtracks Plus1 por Scitron en Japón el 18 de julio de 2001. Fue compuesta por Yoshitaka Hirota y Yasunori Mitsuda, y grabado por TwinTail Studios. Este es el primer gran trabajo de Hirota, mientras que Mitsuda ya es un veterano componiendo música, ya que trabajó para videojuegos como Chrono Trigger, Chrono Cross y Xenogears.

## Juegos de la serie
La serie Shadow Hearts consta de los siguientes juegos en el siguiente orden:
- Koudelka (precuela)
- Shadow Hearts
- Shadow Hearts Covenant
- Shadow Hearts From The New World